# Enicospilus cubitalis
Enicospilus cubitalis là một loài tò vò trong họ Ichneumonidae.